# Back to the Outback
Back to the Outback (Nederlandse titel: Terug naar de Outback) is een Amerikaans-Australische computergeanimeerde komische avonturenfilm uit 2021, geregisseerd door Clare Knight en Harry Cripps.

## Plot
De film gaat over een groep dieren die wonen in een reptielenhuis in Australia Zoo. Tot groot verdriet van deze dieren worden ze in plaats van sensationeel gezien als monsters, omdat deze diersoorten normaal gesproken erg gevaarlijk kunnen zijn. Hierop besluit de groep de dierentuin te verlaten en terug te keren naar de outback, wanneer ze zien dat een zoutwaterkrokodil wordt afgevoerd, omdat deze onbedoeld een grote groep mensen bang maakte. Het hoofd van de dierentuin waarin deze dieren wonen, gaat samen met zijn zoon achter ze aan om de groep te laten weten dat de mensen het niet zo bedoelden.

## Stemverdeling
| Personage    | Originele stem     | Nederlandse stem       | Opmerkingen |
| ------------ | ------------------ | ---------------------- | --- |
| Maddie       | Isla Fisher        | Leonoor Koster         | Een blauwe goedhartige vrouwelijke binnenland-taipan. |
| Beertje Mooi | Tim Minchin        | Joey Schalker          | Een populaire maar zeer prikkelbare koala. |
| Frenk        | Guy Pearce         | Jop Joris              | Een paarse naïeve trechterspin. |
| Zoë          | Miranda Tapsell    | Carolina Dijkhuizen    | Een grijspaarse zelfverzekerde bergduivel. |
| Nigel        | Angus Imrie        | Roben Mitchell         | Een overgevoelige schorpioen. |
| Jackie       | Jacki Weaver       | Marloes van den Heuvel | Een zoutwaterkrokodil en het moederfiguur in het reptielenhuis. |
| Chaz Hunt    | Eric Bana          | Ruben Lürsen           | Een dierenverzorger die de dieren in zijn dierentuin op het eerste gezicht onbedoeld kwetst. Later komt een vijandiger karakter naar voren en probeert hij de dieren vanuit de outback op agressieve wijze terug te krijgen.                                                |
| Chazzie      | Diesel La Torraca  | Teun Batenburg         | De 9-jarige zoon van Chaz. Op het eerste gezicht komt hij agressief over, maar dit doet hij uitsluitend om indruk te maken op zijn vader. Later komt een gevoeliger karakter naar voren en probeert hij de dieren kalmpjes vanuit de outback terug aan zijn vader te geven. |
| Doug         | Keith Urban        | Dorian Bindels         | Een reuzenpad die voor lange tijd in een biologielokaal van een schoolgebouw gewoond heeft. |
| Dorien       | Gia Carides        | Priscilla Knetemann    | De echtgenote van Doug. |
| Jacinta      | Rachel House       | Joanne Telesford       | Een witte haai met rankpootkreeften tussen haar tanden. |
| Dave         | Lachlan Ross Power | Seb van den Berg       | Een paarse joviale Tasmaanse duivel. |
| Phil         | Wayne Knight       | Oscar Siegelaar        | Een vogelbekdier dat een hekel heeft aan zijn baan. Hij moet zich voordoen als een eend, zodat niemand merkt dat hij eigenlijk helemaal geen eend is. |
| Flex         | Aislinn Derbez     | Barbara Sloesen        | De leidster van de roodrugspinnen. |
| Kayla        | Celeste Barber     | Polly Lindeboom        | Een vrouwelijke koala die veel lange verhalen vertelt en de crush van Beertje Mooi. |
| Susan        | Kylie Minogue      | Rosalie de Jong        | Een welwillend boszwijn. |

## Release
De film had een beperkte Amerikaanse bioscooprelease op 3 december 2021, voorafgaand aan streaming op Netflix op 10 december 2021.

## Ontvangst
De film ontving over het algemeen gunstige recensies van critici. Op Rotten Tomatoes heeft Back to the Outback een waarde van 89% en een gemiddelde score van 6,20/10, gebaseerd op 9 recensies. Op Metacritic heeft de film een gemiddelde score van n.n.b./100, gebaseerd op 2 recensies.

## Prijzen en nominaties
| Jaar | Prijs         | Categorie                    | Genomineerde(n)              | Uitslag  |
| ---- | ------------- | ---------------------------- | ---------------------------- | -------- |
| 2021 | ReFrame Stamp | Narrative & Animated Feature | Narrative & Animated Feature | Gewonnen |